# Dioscorea wightii
Dioscorea wightii är en enhjärtbladig växtart som beskrevs av Joseph Dalton Hooker. Dioscorea wightii ingår i släktet Dioscorea och familjen Dioscoreaceae. Inga underarter finns listade i Catalogue of Life.